# Amika Hattan
Amika Hattan (八反安未果, Hattan Amika) est une chanteuse japonaise de J-pop.

## Biographie
Elle est née le 3 octobre 1980 à Tokorozawa, dans la préfecture de Saitama au Japon. Elle débute en 1998 sur le label Pony Canyon. La plupart de ses chansons sont alors utilisées comme thèmes musicaux pour des publicités ou des émissions télévisées ; elle interprète notamment la chanson To the Light, générique de la série anime Star Ocean EX. Son premier album Autumn Breeze sorti en 1999 se classe deuxième des ventes à l'oricon, mais ses disques suivants se vendent beaucoup moins, et elle quitte Pony Canyon en 2005, après y avoir sorti deux albums et sept singles. Elle sort par la suite d'autres albums sur le label indépendant Rising Records. 

## Discographie

### Singles
- 18/11/1998 - Miss You ~Wasurenaide~
- 03/03/1999 - Your Love
- 26/05/1999 - SHOOTING STAR
- 15/03/2000 - CHECK MY SIGN
- 30/08/2000 - NEXT TO YOU
- 16/05/2001 - To the Light
- 15/12/2004 - TRAP

### Albums
- 01/09/1999 - AUTUMN BREEZE
- 14/03/2001 - GRACE
- 28/11/2007 - Wasurenai wa
- 08/07/2009 - Nankoku no Yoru

## Autres produits
DVD
- 2005 - True Love
- 2008 - Eternal Tone

Photobook
- 2005 - Passion